# René Fallet
René Fallet, född 4 december 1927 i Villeneuve-Saint-Georges, död 25 juli 1983, var en fransk författare. Han utmärkte sig med såväl samhällssatir och burleska historier som känslosam och poetisk prosa. Han fick Prix du Roman populiste 1950 för sina tre första romaner, Banlieue sud-est, La Fleur et la souris och Pigalle. År 1964 fick han Interalliépriset för Paris au mois d'août. Ett tiotal filmer har gjorts efter Fallets förlagor, bland annat i regi av René Clair, Gilles Grangier, Michel Audiard och Jean Girault. Fallet arbetade själv som manusförfattare till flera av filmerna, och även till andra filmer. Sedan 1990 finns det årliga Prix René Fallet.